# 瑪麗亞·傑辛
瑪麗亞·傑辛（英語：Maria Jasin，1956年—），紀念斯隆-凱特琳癌症中心分子生物學家，專責研究修復斷裂DNA鏈的同源重組法。她是美國國家科學院和美國文理科學院的院士。

## 生涯
瑪麗亞獲麻省理工學院博士學位，並在蘇黎世大學和史丹福大學從事博士後研究。她是紀念斯隆-凱特琳癌症中心發育生物學部科學家，擔任威爾·康乃爾大學醫療科学研究生院教授。自2017年起，乳癌研究基金會支持她的研究。
2015年，瑪麗亞當選美國國家科學院院士，2017年當選美國文理科學院院士。2018年獲巴斯全球獎（Basser Global Prize），2019年獲邵逸夫獎生命科學獎。

## 外部連結
- CSHL: A Conversation with Maria Jasin （页面存档备份，存于）